# 斑腰燕
赤腰燕（学名：Hirundo striolata）为燕科金腰燕属的鸟类，俗名粗纹燕。分布于中南半岛、菲律宾、印度尼西亚、台湾以及中国大陆的云南等地，多栖息于与金腰燕相似，通常是丘陵地帶，有空曠地和耕地。
赤腰燕過去有時被認為是金腰燕的亞種。

## 描述
赤腰燕體長19公分，尾巴深深分叉。牠有藍色的上半身，除了紅棕色的頸圈（有時缺少）和帶條紋的栗色臀部。臉部和下半身為白色，帶有粗重的深色條紋。翅膀為棕色。兩性相似，但幼鳥顏色較黯淡偏棕，臀部顏色較淺，外側尾羽較短。
共有四個亞種：
- C. s. striolata 在台灣、菲律賓和印尼繁殖。
- C. s. mayri 在印度東北部到緬甸西北部及孟加拉東北部繁殖。[2] 其條紋比指名亞種striolata更寬。
- C. s. stanfordi 在緬甸東北部到泰國北部繁殖。其條紋較寬。
- C.  s. vernayi 在泰國西部局部地區繁殖。其下半身比指名亞種更偏紅色，臀部只有淡淡的條紋。

此物種，尤其是亞種mayri，與金腰燕的japonicus亞種非常相似，但體型較大，條紋更粗，且頸圈不如後者明顯。

## 行為
其聯絡叫聲為pin，警報聲為chi-chi-chi，歌聲則是輕柔的啁啾聲。

### 遷徙
島嶼亞種基本上為留鳥，但大陸亞種mayri和stanfordi是部分遷徙性鳥類，會在冬季遷往南方。

### 繁殖
赤腰燕於四月至七月繁殖，單獨或半群居，巢穴分散。巢為瓶狀結構，由泥球構成，內襯乾草和羽毛。每窩通常有四顆白色蛋，有時五顆。雙方共同築巢，並分擔孵卵和照顧幼鳥的工作。
巢築於天然洞穴中，但經常會選擇人工場所如橋樑、涵洞和建築物上。

### 覓食
赤腰燕在靠近地面或懸崖面上方低空飛行，捕食飛行中的昆蟲。與家燕相比，牠的飛行速度較慢且飄逸。牠會與其他燕類一起覓食。